# Треббін
Треббін (нім. Trebbin) — місто в Німеччині, розташоване в землі Бранденбург. Входить до складу району Тельтов-Флемінг.
Площа — 125,66 км2. Населення становить 9728 ос. (станом на 31 грудня 2020).

## Демографія
- Динаміка населення з 1875 року в сучасних кордонах (Синя лінія: населення; Пунктир: відносна порівняльна динаміка населення землі Бранденбург; Сірий фон: період Третього рейху; Помаранчевий фон: період НДР)
- Динаміка населення (синя лінія) і прогнози

| Рік  | Населення |
| ---- | --------- |
| 1875 | 6 594     |
| 1890 | 6 770     |
| 1910 | 7 565     |
| 1925 | 8 087     |
| 1939 | 9 069     |
| 1950 | 10 401    |
| 1964 | 8 913     |

| Рік  | Населення |
| ---- | --------- |
| 1971 | 8 755     |
| 1981 | 8 316     |
| 1985 | 8 301     |
| 1990 | 8 089     |
| 1995 | 8 360     |
| 2000 | 9 155     |
| 2005 | 9 272     |

| Рік  | Населення |
| ---- | --------- |
| 2010 | 9 273     |
| 2015 | 9 394     |
| 2016 | 9 474     |
| 2017 | 9 433     |
| 2018 | 9 541     |
| 2019 | 9 639     |
| 2020 | 9 728     |

Джерела даних вказані на Wikimedia Commons.

## Галерея

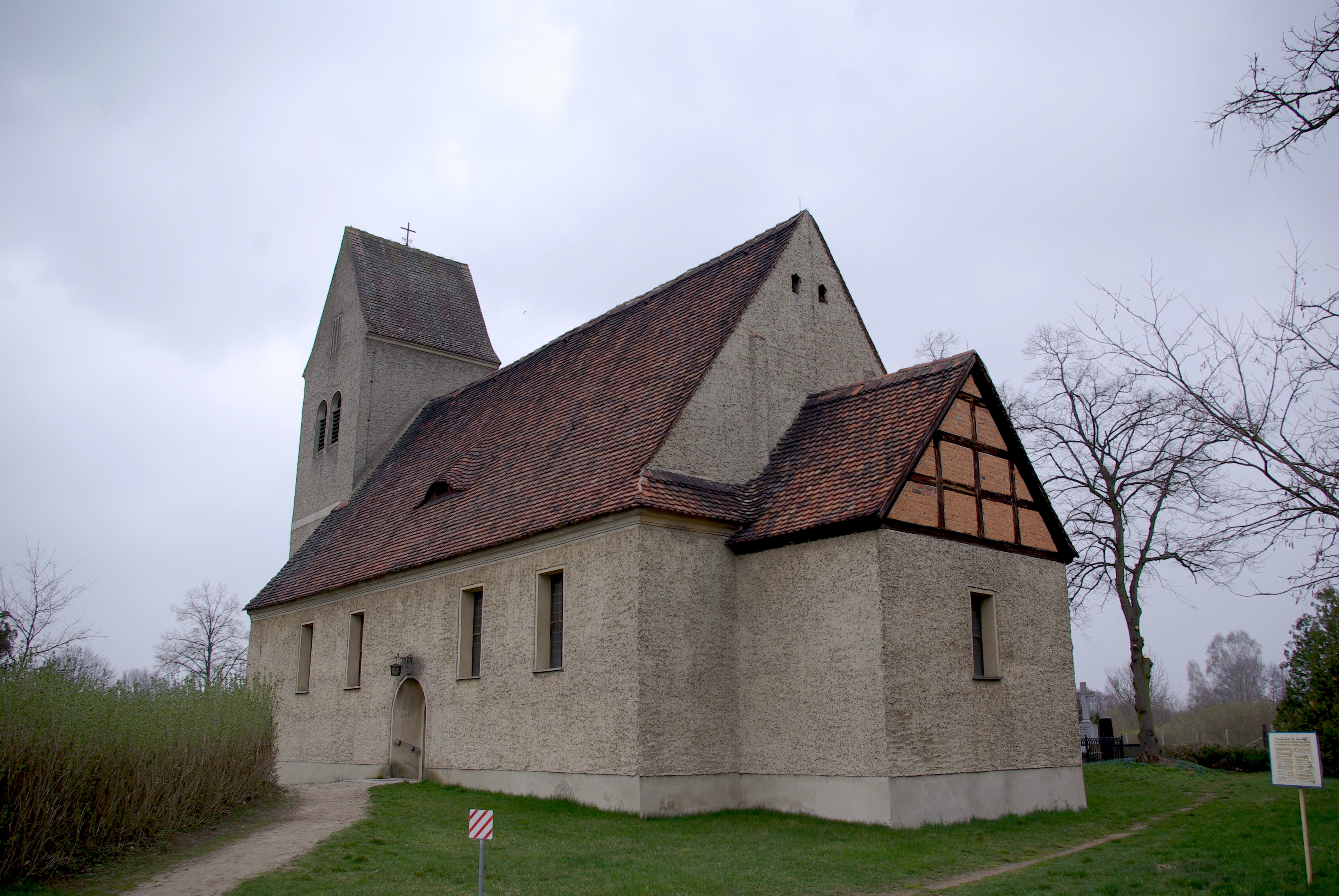
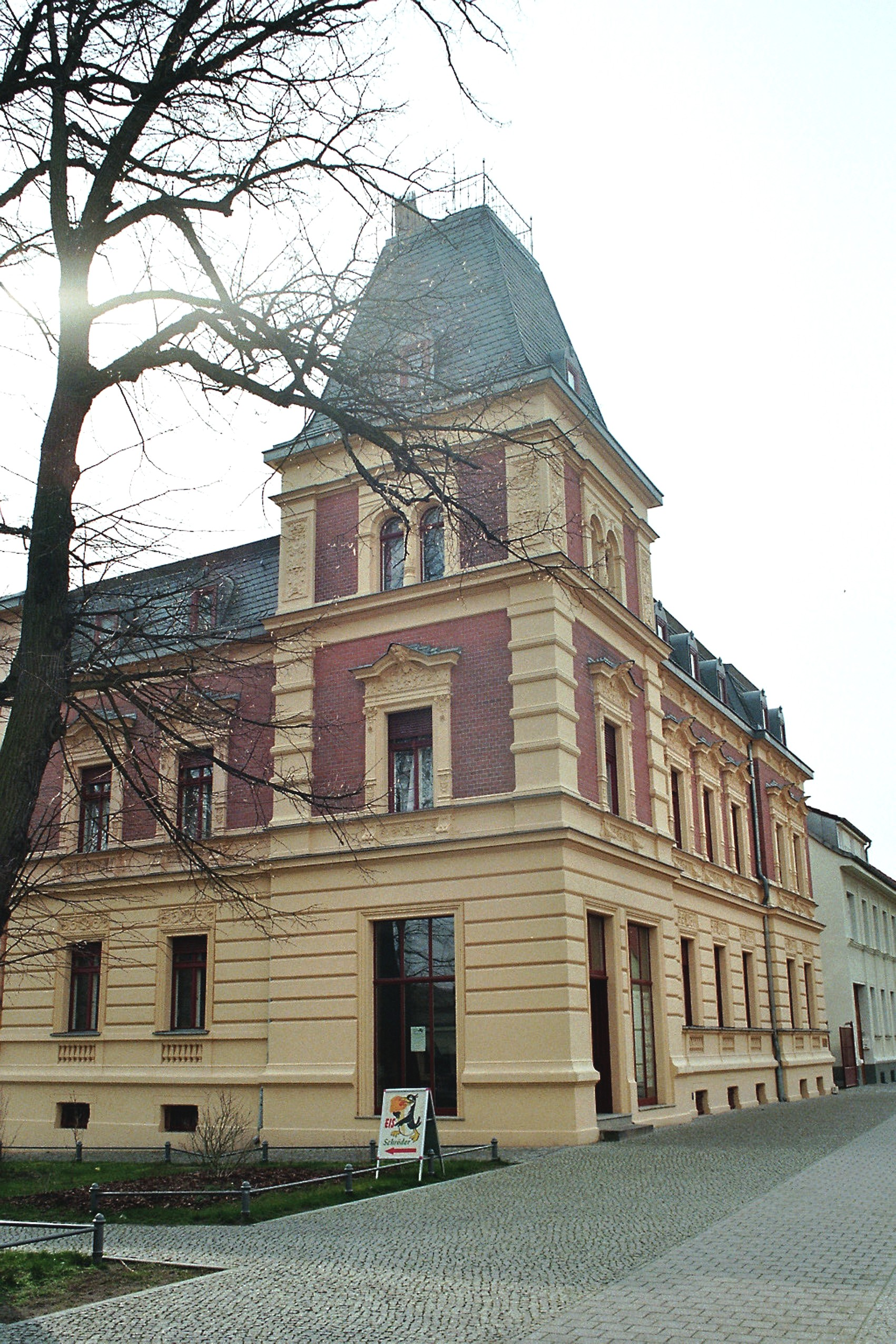
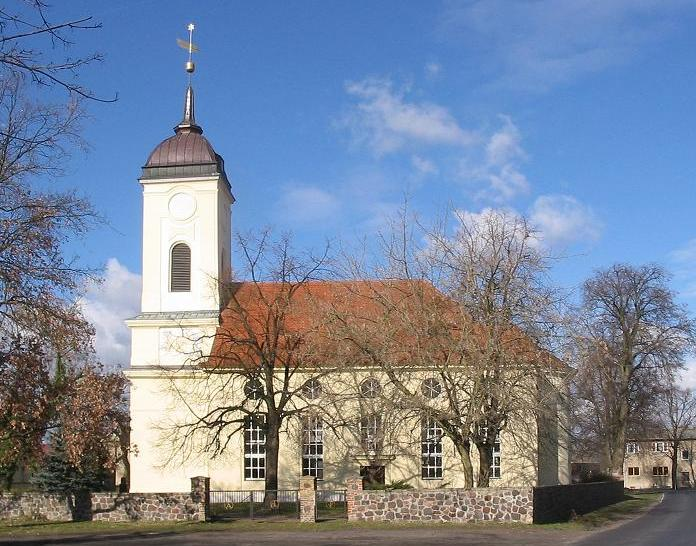
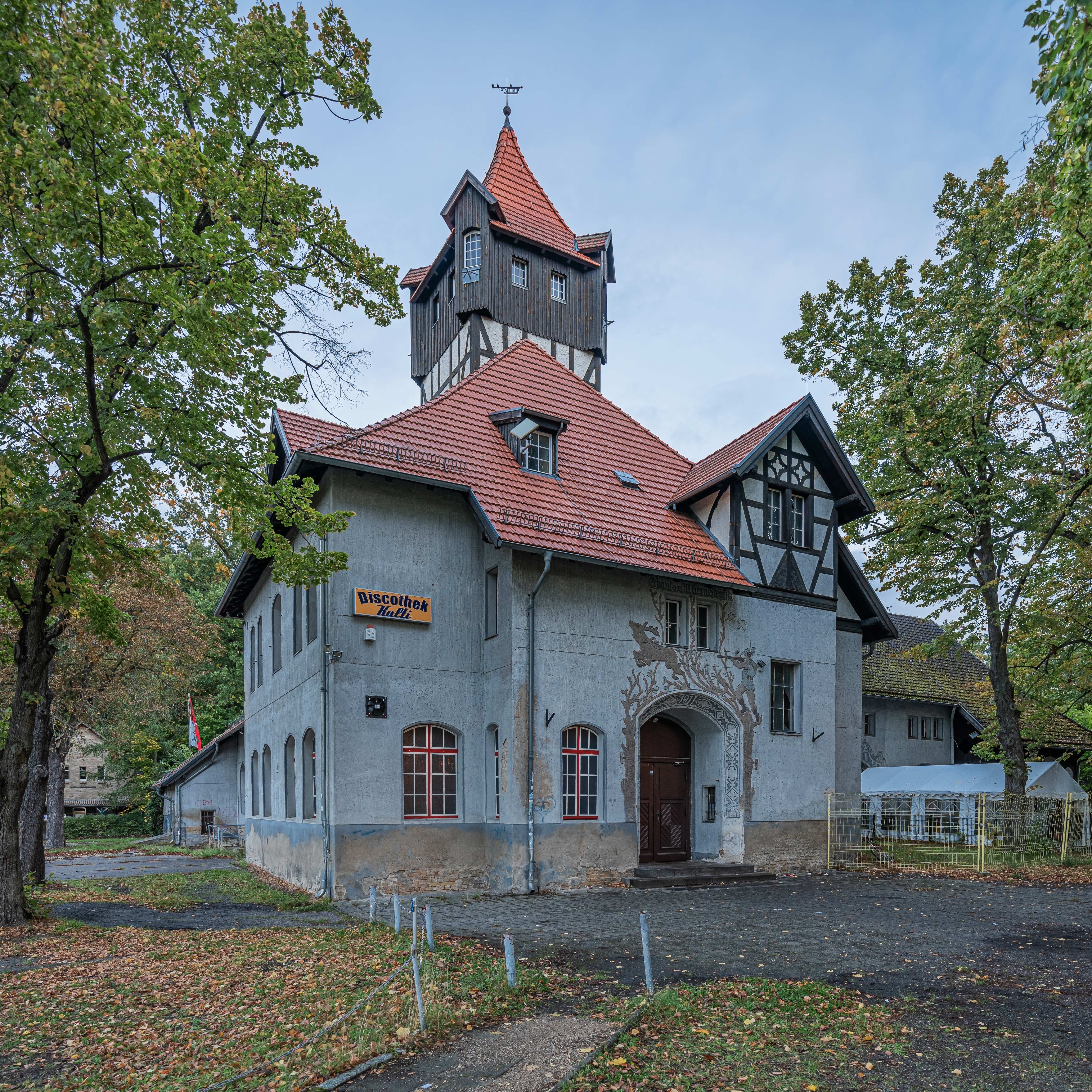
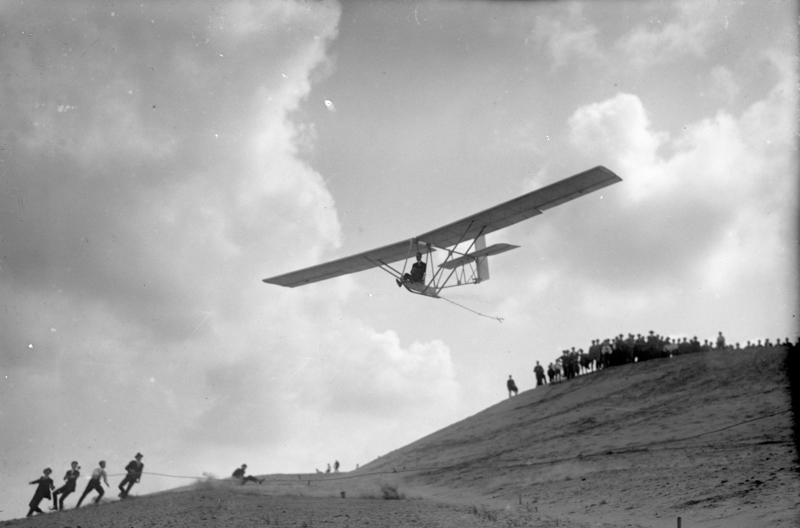
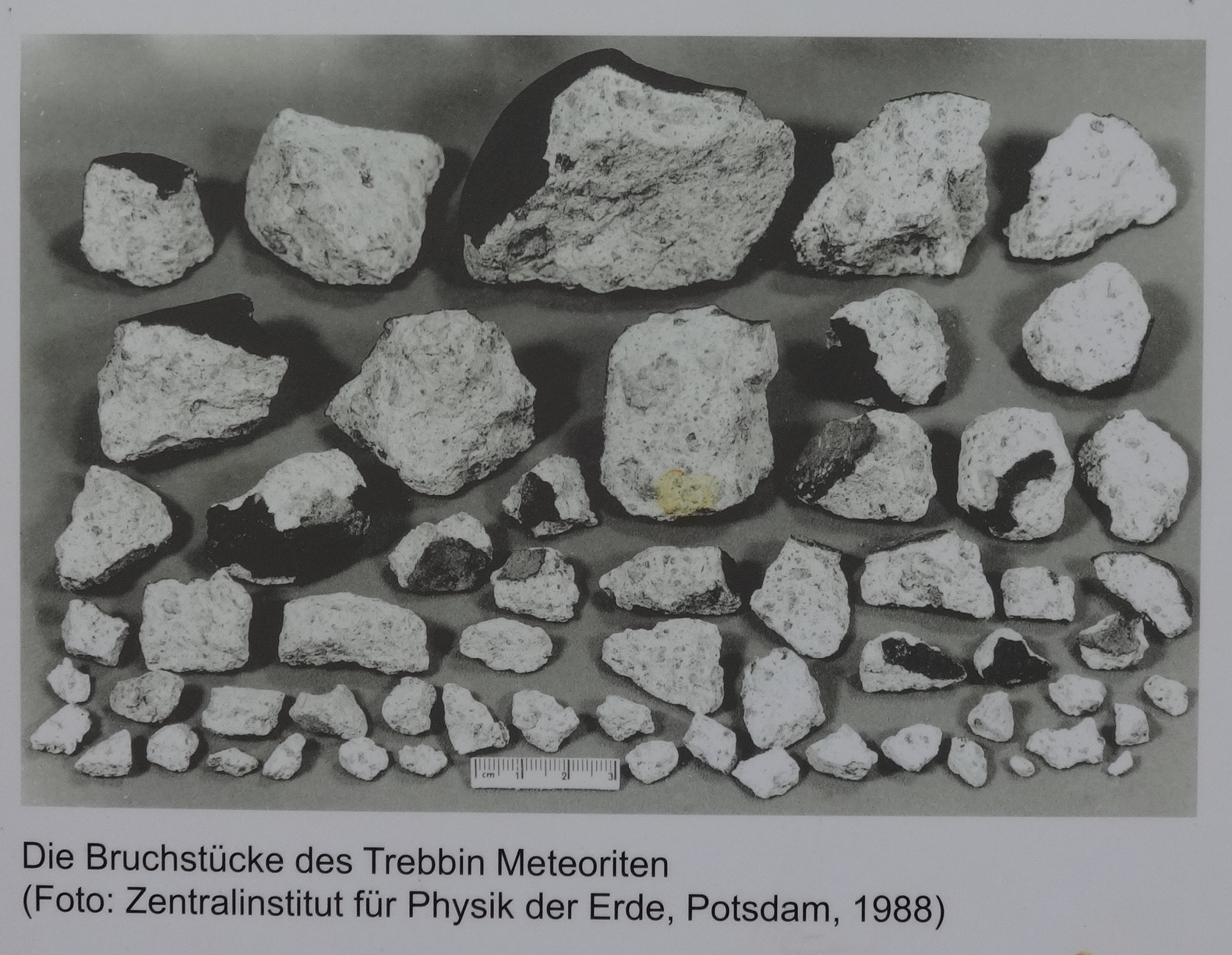